# 대한민국 제7대 국회의원 선거 제주도
이 문서는 대한민국 제7대 국회의원 선거의 제주도 지역 개표 결과이다.

## 선거구
| 선거구          | 선거구역                  |
| --------------- | ------------------------- |
| 제주시·북제주군 | 제주시 일원 북제주군 일원 |
| 남제주군        | 남제주군 일원             |

## 개표 결과

### 제주시·북제주군
|  | 61.01% |

|  | 20.58% |

|  | 11.23% |

|  | 2.11% |

|  | 2.09% |

|  | 1.75% |

|  | 1.20% |

### 남제주군
|  | 55.29% |

|  | 27.27% |

|  | 12.06% |

|  | 2.91% |

|  | 1.47% |

|  | 0.97% |

## 당선자
|  | 61.01% |

|  | 55.29% |

## 같이 보기
- 대한민국 제7대 국회
- 대한민국 제7대 국회의원 선거
- 대한민국 제7대 국회의원 목록